# 1026. grenadirski polk (Wehrmacht)
1026. grenadirski polk (izvirno nemško 1026. Grenadier-Regiment; kratica 1026. GR) je bil pehotni polk Heera v času druge svetovne vojne.

## Zgodovina
Polk je bil ustanovljen 17. novembra 1943  kot okrepljen grenadirski polk; 15. januarja 1944 so polk uporabili za ustanovitev 1059. grenadirskega polka.